# 알렉스 맞추켈리
알렉스 현 히 엔리코 맞추켈리(Alex Hyon-Hy Enrico Mazzucchelli, 1990년 5월 17일 ~ )은 스위스 루가노 출신의 방송인이다. 한국 이름은 '조현히'이다.

## 내력
알렉스의 아버지는 스위스 외교관, 어머니는 한국인이다. 태어났을 때 심장에 문제가 있어 6살 때 심장 수술을 받았다. 그 이후 정기적으로 심장 재단에 기부하고 있다. 아버지를 따라서 미국, 이탈리아, 영국, 이집트, 중국 베이징 등에 거주한 경험이 있다. ACS 힐링던 인터내셔널 스쿨, 에식스 대학교 경제학사, 시티 대학교 런던 국제경제학 석사 졸업했다. 현재 엔소 그룹(Enso Group Holding)에서 일하고 있다.
2012년 여수세계박람회 조직위원회로 활동했으며, 2017년 7월부터는 스위스 외무부 소속으로 평창동계올림픽 프로젝트 매니저로서 스위스 식당, 이벤트관, 미디어 센터에서 근무할 예정이다.

### 비정상회담 활동
알렉스 맞추켈리는 스위스 대표로 111회, 120회, 131회, 141회를 제외하고 103회부터 출연하고 있다. 방송 내에서의 별명은 '스위스 부자'로, 자신이 스스로 부자인 것을 폭로하는 발언들도 하고 있다.

## 방송 출연
| 연도   | 제목                         | 방송사     | 비고 |
| ------ | ---------------------------- | ---------- | ---- |
| 2016년 | 《비정상회담》               | JTBC       |      |
| 2018년 | 《어서와~ 한국은 처음이지?》 | MBC every1 |      |